# Hankovce (Bardejov)
Hankovce (in ungherese Hankvágása, in tedesco Hinzendorf in der Nieder) è un comune della Slovacchia facente parte del distretto di Bardejov, nella regione di Prešov.

## Storia
Il villaggio viene citato per la prima volta nel 1312 come località in cui si amministrava la giustizia secondo il diritto germanico essendo i suoi fondatori coloni tedeschi. All'epoca apparteneva alla Signoria di Kučín. Nel XV secolo passò ai Perény. Nel 1622 appartenne alla rocca di Šariš.  Nel XVII secolo entrò a far parte dei possedimenti dei Pèchy, e nel XIX secolo in quelli dei Görgey. 
Il nome del villaggio deriva da quello del borgomastro e sculteto tedesco che lo fondò e riportato nelle antiche fonti con la grafia latina di Hanus (Giovanni).